# Wilhelm Junkmann

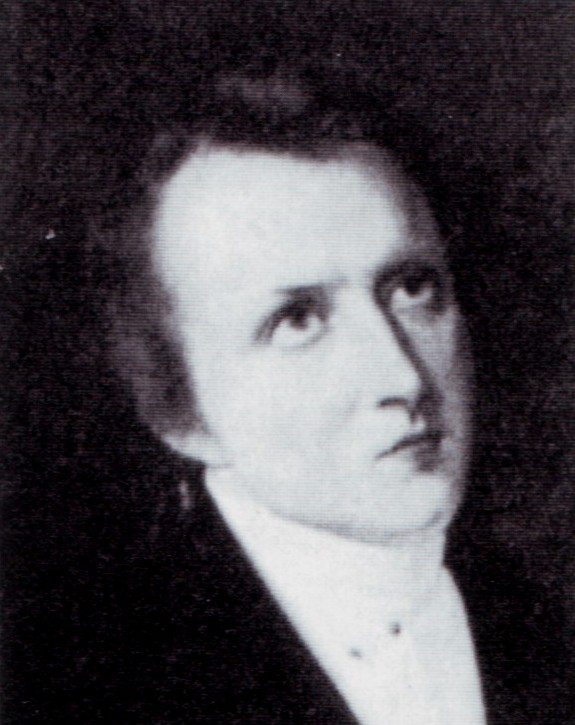
Wilhelm Junkmann

Wilhelm Junkmann (eigentlich Johann Bernhard Wilhelm) (* 2. Juli 1811 in Münster; † 23. November 1886 in Breslau) war ein deutscher (Hochschul-)Lehrer, Historiker, Schriftsteller und Politiker.

## Familie
Sein Vater Philipp war Schuhmachermeister in Münster. Junkmann selbst heiratete vermutlich 1855 Maria Theresia (geb. Schlüter). Diese war eine Tochter des Juristen Clemens August Schlüter und eine Schwester des Philosophen Christoph Bernhard Schlüter.

## Ausbildung und Beruf
Junkmann studierte seit 1829 Philologie und Geschichte in Münster und Bonn (dort u. a. bei Ernst Moritz Arndt und Joseph Görres). Im Jahr 1833 hatte er die Staatsprüfung in Münster abgelegt. Zwar erhielt er die Lehrbefugnis für die unteren Klassen in Griechisch, Deutsch, Geschichte, Mathematik und Religion. Allerdings reichte sein Zeugnis nicht für eine Stelle als Oberlehrer aus. Mit dem Ziel einer Promotion ging er zur Fortsetzung des Studiums nach Berlin. Er war seit 1830 Mitglied der Burschenschaft Populonia Bonn und wurde deshalb 1835 zu sechs Jahren Festungshaft verurteilt. Verbunden war dies mit dem Verbot in den preußischen Staatsdienst einzutreten. Nach vier Monaten jedoch wurde Junkmann bereits begnadigt. Im Zuge der Demagogenverfolgung wurde er im Schwarzen Buch der Frankfurter Bundeszentralbehörde (Eintrag Nr. 801) festgehalten.
Von 1835 bis 1837 war er Schriftsteller und Privatgelehrter in Münster. Im Jahr 1837 Privaterzieher im Haus des Freiherren Droste zu Senden. Im selben Jahr wurde Junkmann Kandidat (im Schuldienst), 1838 Hilfslehrer am Gymnasium Paulinum in Münster, ehe er ein Jahr später nach Coesfeld wechselte. Allerdings hat Junkmann diese Stelle nach einem Streit mit dem dortigen Schulleiter wieder aufgegeben und kehrte ohne Aussicht auf Weiterbeschäftigung 1844 nach Münster ins Haus seiner Eltern zurück. Im selben Jahr bekam er ein staatliches Stipendiat und setzte sein Studium der Geschichte in Bonn fort. Dort hörte er unter anderem bei Friedrich Christoph Dahlmann. Im Jahr 1847 promovierte er ebenfalls in Bonn. Die Habilitation folgte 1851. In den Jahren 1847–1851 war er wieder Schriftsteller in Münster und musste sich zeitweise wegen seiner politischen Ansichten in einem Dorf im Kreis Lippstadt verbergen. Von 1851 bis 1854 war er Privatdozent für Geschichte an der Akademie in Münster, gleichzeitig war er beim Provinzialarchiv der Provinz Westfalen ebenfalls in Münster beschäftigt. Im Jahr 1854 wurde er außerordentlicher Professor für Geschichte am Lyceum Hosianum in Braunsberg, wo er die Gründung des Historischen Vereins für Ermland anregte, und ab 1855 ordentlicher Professor in Breslau. Seit 1862 war er Ehrenmitglied der katholischen Studentenverbindung KDStV Winfridia Breslau im CV.

## Wissenschaftliche und publizistische Tätigkeit
Junkmann war Mitarbeiter und Mitherausgeber des „Katholischen Magazins für Wissenschaft und Leben“ (Münster), außerdem Mitarbeiter des „Münsterschen Sonntagsblattes für katholische Christen,“ des „Allgemeinen Kirchenlexikons“ sowie der „Allgemeinen Realenzyklopädie für das katholische Deutschland“ (1847–1851). Außerdem war er Mitarbeiter der Regesta Historiae Westfaliae und Begründer der Westfalia Sacra. Daneben verfasste Junkmann weitere historische Arbeiten. Hinzu kamen zahlreiche belletristische und lyrische Werke. Befreundet war er unter anderem mit Annette von Droste-Hülshoff. Diese bescheinigte ihm für seine Lyrik viel Talent, eine eindringliche Sprache, eine glänzende Phantasie sowie eine tiefe Wahrheit des Gefühls. Allerdings könne er eine gewisse westfälische Steifheit nicht ablegen. Mit dem Beginn seiner politischen Tätigkeit gab er seine lyrischen Versuche auf. Junkmann war Mitglied verschiedener wissenschaftlicher Vereinigungen unter anderem des Vereins für Geschichte und Altertumskunde Westfalens. Außerdem gehörte er in Bonn dem literarischen Maikäferbund von Gottfried Kinkel an. Außerdem pflegte er Umgang mit Levin Schücking, Willibald Alexis und Gustav Kolb.

## Politische Mandate
Junkmann war 1848 Mitglied der Deutschen Nationalversammlung für den Wahlkreis Recklinghausen. Dort war er Mitglied des Katholischen Clubs, sowie der Casinofraktion und wechselte später zur Fraktion Pariser Hof. Im Jahr 1850 war er Mitglied des Erfurter Unionsparlaments und in den Jahren 1849–1852 Mitglied der II. Kammer des preußischen Landtages für den Wahlkreis Münster. Dort war er Mitglied der Linken Fraktion (von Auerswald-Beckerath). Später war Junkmann dann katholisch-konservativ und großdeutsch orientiert. Er wurde ein entschiedener Gegner von Liberalismus und Sozialismus.